# Birac (Charente)
Birac – miejscowość i gmina we Francji, w regionie Nowa Akwitania, w departamencie Charente.
Według danych na rok 1990 gminę zamieszkiwały 234 osoby, a gęstość zaludnienia wynosiła 20 osób/km² (wśród 1467 gmin regionu Poitou-Charentes Birac plasuje się na 768. miejscu pod względem liczby ludności, natomiast pod względem powierzchni na miejscu 745.).